# Masicera pavoniae
Masicera pavoniae är en tvåvingeart som först beskrevs av Jean-Baptiste Robineau-Desvoidy 1830.  Masicera pavoniae ingår i släktet Masicera och familjen parasitflugor. Inga underarter finns listade i Catalogue of Life.